# Charanyca erubescens
Charanyca erubescens är en fjärilsart som beskrevs av Turati 1909. Charanyca erubescens ingår i släktet Charanyca och familjen nattflyn. Inga underarter finns listade i Catalogue of Life.